# Anna Jesień
Anna Marta Jesień, née Olichwierczuk le 10 décembre 1978, est une athlète polonaise spécialiste du 400 m haies et du relais 4 × 400 m.
Elle a remporté le bronze sur 400 m haies aux championnats d'Europe de 2002. Quatre ans plus tard, elle terminait sixième.
Aux Jeux olympiques d'été, elle échouait par deux fois en qualifications. Par contre aux Championnats du monde, après une quatrième place en 2005, elle obtenait le bronze en 2007 derrière Jana Rawlinson et Yuliya Pechenkina.

## Palmarès

### Jeux olympiques d'été
- Jeux olympiques d'été de 2000 à Sydney ( Australie)
  - éliminée en série sur 400 m haies
- Jeux olympiques d'été de 2004 à Athènes ( Grèce)
  - éliminée en série sur 400 m haies
- Jeux olympiques d'été de 2008 à Pékin ( Chine)
  - 5e sur 400 m haies

### Championnats du monde d'athlétisme
- Championnats du monde d'athlétisme de 2001 à Edmonton ( Canada)
  - éliminée en demi-finale sur 400 m haies
- Championnats du monde d'athlétisme de 2003 à Paris ( France)
  - éliminée en série sur 400 m haies
  - 5e en relais 4 × 400 m
- Championnats du monde d'athlétisme de 2005 à Helsinki ( Finlande)
  - 4e sur 400 m haies
  - 4e en relais 4 × 400 m
- Championnats du monde d'athlétisme de 2007 à Osaka ( Japon)
  -  Médaille de bronze sur 400 m haies
- Championnats du monde d'athlétisme de 2009 à Berlin ( Allemagne)
  - éliminée en demi-finale sur 400 m haies

### Championnats d'Europe d'athlétisme
- Championnats d'Europe d'athlétisme de 2002 à Munich ( Allemagne)
  -  Médaille de bronze sur 400 m haies
  -  Médaille de bronze en relais 4 × 400 m
- Championnats d'Europe d'athlétisme de 2006 à Göteborg ( Suède)
  - 6e sur 400 m haies
  -  Médaille de bronze en relais 4 × 400 m

## Sources
- (en) Cet article est partiellement ou en totalité issu de l’article de Wikipédia en anglais intitulé « Anna Jesień » (voir la liste des auteurs).